# Gródek (Beskid Wyspowy)
Gródek (564 m n.p.m.) – wzniesienie we wsi Czarny Potok w województwie małopolskim, w powiecie nowosądeckim, w gminie Łącko. Jest to podłużne wzniesienie opadające z północnego zachodu na południowy wschód i oddzielające dolinę potoku Jastrząbka od doliny Czarnego Potoku.
Gródek znajduje się na granicy Beskidu Wyspowego z Kotliną Sądecką. Jego górne partie są porośnięte lasem, dolne zajęte przez pola uprawne.

## Historia
Pola na południowym stoku mają nazwę Pod Gródek. Nazwy Gródek i Pod Gródek wskazują na to, że kiedyś na jego szczycie był gród lub zamek. Jego ruiny zaznaczone są na mapie Compassu. Zachowały się resztki wału otaczające szczyt wzgórza o średnicy około 30 m. Były także mury, ale ich resztki w XIX wieku rozebrali okoliczni mieszkańcy na budowę piwnic. Niektórzy badacze przypuszczają, że był to pochodzący z XIV wieku gród należący do sołtysa zakonu starosądeckich Klarysek. Nic jednak pewnego o tym grodzie nie wiadomo. Nie zachowały się żadne historyczne dokumenty, badania archeologiczne też tego nie wyjaśniły. Współcześnie na szczycie Gródka zamontowano metalowy krzyż jubileuszowy. Jest podobny do krzyża na Giewoncie, ale mniejszy, ma tylko 12 m wysokości.